# Friidrott vid olympiska sommarspelen 1936
Friidrotten vid de olympiska sommarspelen 1936 i Berlin bestod av 29 grenar och hölls mellan 2 och 9 augusti 1936 på Berlins Olympiastadion. Antalet deltagare var 776 tävlande från 43 länder.

## Medaljfördelning
| Medaljfördelning |                |      |        |       |        |
| Placering        | Nation         | Guld | Silver | Brons | Totalt |
| 1                | USA            | 14   | 7      | 4     | 25     |
| 2                | Tyskland       | 5    | 4      | 7     | 16     |
| 3                | Finland        | 3    | 5      | 2     | 10     |
| 4                | Storbritannien | 2    | 5      | 0     | 7      |
| 5                | Japan          | 2    | 2      | 3     | 7      |
| 6                | Italien        | 1    | 2      | 2     | 5      |
| 7                | Nya Zeeland    | 1    | 0      | 0     | 1      |
| 7                | Ungern         | 1    | 0      | 0     | 1      |
| 9                | Polen          | 0    | 2      | 1     | 3      |
| 10               | Kanada         | 0    | 1      | 3     | 4      |
| 11               | Schweiz        | 0    | 1      | 0     | 1      |
| 12               | Nederländerna  | 0    | 0      | 2     | 2      |
| 12               | Sverige        | 0    | 0      | 2     | 2      |
| 14               | Australien     | 0    | 0      | 1     | 1      |
| 14               | Filippinerna   | 0    | 0      | 1     | 1      |
| 14               | Lettland       | 0    | 0      | 1     | 1      |

## Medaljörer

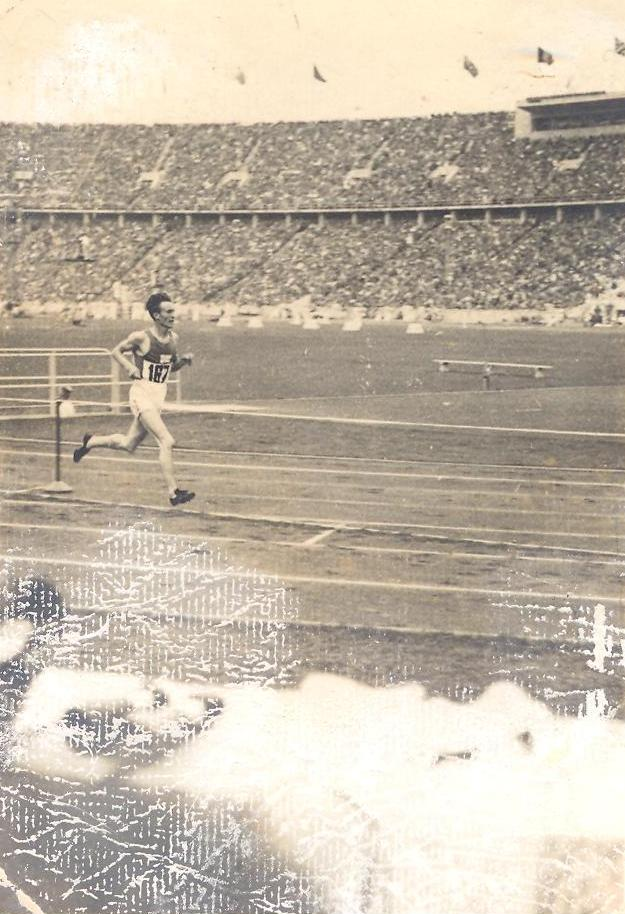
Volmari Iso-Hollo

### Herrar
| Gren                              | Guld                                                                             | Silver                                                                   | Brons                                                                               |
| 100 meter Detaljer...             | Jesse Owens · USA                                                                | Ralph Metcalfe · USA                                                     | Tinus Osendarp · Nederländerna                                                      |
| 200 meter Detaljer...             | Jesse Owens · USA                                                                | Mack Robinson · USA                                                      | Tinus Osendarp · Nederländerna                                                      |
| 400 meter Detaljer...             | Archie Williams · USA                                                            | Godfrey Brown · Storbritannien                                           | James LuValle · USA                                                                 |
| 800 meter Detaljer...             | John Woodruff · USA                                                              | Mario Lanzi · Italien                                                    | Phil Edwards · Kanada                                                               |
| 1 500 meter Detaljer...           | Jack Lovelock · Nya Zeeland                                                      | Glenn Cunningham · USA                                                   | Luigi Beccali · Italien                                                             |
| 5 000 meter Detaljer...           | Gunnar Höckert · Finland                                                         | Lauri Lehtinen · Finland                                                 | Henry Jonsson · Sverige                                                             |
| 10 000 meter Detaljer...          | Ilmari Salminen · Finland                                                        | Arvo Askola · Finland                                                    | Volmari Iso-Hollo · Finland                                                         |
| Maraton Detaljer...               | Son Kitei · Japan                                                                | Ernest Harper · Storbritannien                                           | Nan Shōryū · Japan                                                                  |
| 110 meter häck Detaljer...        | Forrest Towns · USA                                                              | Don Finlay · Storbritannien                                              | Fritz Pollard · USA                                                                 |
| 400 meter häck Detaljer...        | Glenn Hardin · USA                                                               | John Loaring · Kanada                                                    | Miguel White · Filippinerna                                                         |
| 3000 meter hinder Detaljer...     | Volmari Iso-Hollo · Finland                                                      | Kaarlo Tuominen · Finland                                                | Alfred Dompert · Tyskland                                                           |
| 4 x 100 meter stafett Detaljer... | USA · Jesse Owens · Ralph Metcalfe · Foy Draper · Frank Wykoff                   | Italien · Orazio Mariani · Gianni Caldana · Elio Ragni · Tullio Gonnelli | Tyskland · Wilhelm Leichum · Erich Borchmeyer · Erwin Gillmeister · Gerd Hornberger |
| 4 x 400 meter stafett Detaljer... | Storbritannien · Freddie Wolff · Godfrey Rampling · Bill Roberts · Godfrey Brown | USA · Harold Cagle · Robert Young · Edward O’Brien · Alfred Fitch        | Tyskland · Helmut Hamann · Friedrich von Stülpnagel · Harry Voigt · Rudolf Harbig   |
| 50 kilometer gång Detaljer...     | Harold Whitlock · Storbritannien                                                 | Arthur Tell Schwab · Schweiz                                             | Adalberts Bubenko · Lettland                                                        |
| Längdhopp Detaljer...             | Jesse Owens · USA                                                                | Luz Long · Tyskland                                                      | Naoto Tajima · Japan                                                                |
| Tresteg Detaljer...               | Naoto Tajima · Japan                                                             | Masao Harada · Japan                                                     | Jack Metcalfe · Australien                                                          |
| Höjdhopp Detaljer...              | Cornelius Johnson · USA                                                          | Dave Albritton · USA                                                     | Delos Thurber · USA                                                                 |
| Stavhopp Detaljer...              | Earle Meadows · USA                                                              | Shuhei Nishida · Japan                                                   | Sueo Ōe · Japan                                                                     |
| Kulstötning Detaljer...           | Hans Woellke · Tyskland                                                          | Sulo Bärlund · Finland                                                   | Gerhard Stöck · Tyskland                                                            |
| Diskuskastning Detaljer...        | Ken Carpenter · USA                                                              | Gordon Dunn · USA                                                        | Giorgio Oberweger · Italien                                                         |
| Släggkastning Detaljer...         | Karl Hein · Tyskland                                                             | Erwin Blask · Tyskland                                                   | Fred Warngård · Sverige                                                             |
| Spjutkastning Detaljer...         | Gerhard Stöck · Tyskland                                                         | Yrjö Nikkanen · Finland                                                  | Kalervo Toivonen · Finland                                                          |
| Tiokamp Detaljer...               | Glenn Morris · USA                                                               | Bob Clark · USA                                                          | Jack Parker · USA                                                                   |

### Damer
| Gren                              | Guld                                                                   | Silver                                                                        | Brons                                                                        |
| 100 meter Detaljer...             | Helen Stephens · USA                                                   | Stanisława Walasiewicz · Polen                                                | Käthe Krauß · Tyskland                                                       |
| 80 meter häck Detaljer...         | Trebisonda Valla · Italien                                             | Anni Steuer · Tyskland                                                        | Betty Taylor · Kanada                                                        |
| 4 x 100 meter stafett Detaljer... | USA · Harriet Bland · Annette Rogers · Betty Robinson · Helen Stephens | Storbritannien · Eileen Hiscock · Violet Olney · Audrey Brown · Barbara Burke | Kanada · Dorothy Brookshaw · Mildred Dolson · Hilda Cameron · Aileen Meagher |
| Höjdhopp Detaljer...              | Ibolya Csák · Ungern                                                   | Dorothy Odam · Storbritannien                                                 | Elfriede Kaun · Tyskland                                                     |
| Diskuskastning Detaljer...        | Gisela Mauermayer · Tyskland                                           | Jadwiga Wajsówna · Polen                                                      | Paula Mollenhauer · Tyskland                                                 |
| Spjutkastning Detaljer...         | Tilly Fleischer · Tyskland                                             | Luise Krüger · Tyskland                                                       | Maria Kwaśniewska · Polen                                                    |

## Deltagande nationer
Totalt deltog 776 friidrottare från 43 länder vid de olympiska spelen 1936 i Berlin.
| - Afghanistan (2) - Argentina (8) - Australien (5) - Belgien (13) - Brasilien (10) - Bulgarien (2) - Chile (10) - Colombia (5) - Danmark (10) - Egypten (4) - Estland (7) | - Filippinerna (6) - Finland (37) - Frankrike (40) - Grekland (14) - Indien (4) - Island (4) - Italien (32) - Japan (46) - Jugoslavien (21) - Kanada (28) - Republiken Kina (22) | - Lettland (7) - Liechtenstein (2) - Luxemburg (6) - Malta (2) - Mexiko (3) - Nederländerna (18) - Norge (11) - Nya Zeeland (3) - Peru (9) - Polen (17) - Portugal (2) | - Rumänien (5) - Schweiz (19) - Storbritannien (52) - Sverige (37) - Sydafrika (14) - Tjeckoslovakien (31) - Tyskland (77) - Ungern (25) - USA (77) - Österrike (29) |